# Дерябин, Евгений Владимирович
Евгений Владимирович Дерябин (род. 15 марта 1984, Серов, Свердловская область) — российский и казахстанский хоккеист, нападающий. Мастер спорта России международного класса. Тренер.

## Биография
Играл в российских командах первой и высшей лиг «Рубин-2» Тюмень (2000/01), «Югра» Сургут (2001/02), «Газовик» Тюмень (2001/02 — 2006/07), «Газовик-Универ» (2002/03 — 2004/05), «Металлург» Серов (2007/08 — 2008/09).
Победитель хоккейного турнира зимней Универсиады 2005 года. Серебряный призёр хоккейного турнира зимней Универсиады 2007 года.
11 сезонов (2009/10 — 2020/21) провёл в казахстанском клубе «Бейбарыс» Атырау, сыграл в чемпионате 460 матчей, набрал 230 очков. Четырёхкратный чемпиона Казахстана, двукратный серебряный призёр и бронзовый призёр чемпионата. Финалист Континентального Кубка. Летом 2014 года сообщалось о переходе Дерябина в «Арлан», но он остался в «Бейбарысе».
Окончил факультет физической культуры Тюменского государственного университета (2006).
С сезона 2022/23 — главный тренер команды «Жас Батыр».